# PFL Super Fights: Battle of the Giants
PFL Super Fights: Battle of the Giants (Batalla de los gigantes) fue un evento de artes marciales mixtas producido por la Professional Fighters League que tuvo lugar el 19 de octubre de 2024 en el Mayadeen venue en Riad, Arabia Saudita.

## Fondo
Este evento marcó la quinta visita de la promoción a Riad y la primera desde PFL MENA 3 (2024) en septiembre de 2024.
El evento fue encabezado por una pelea por el título entre el excampeón del peso pesado de la UFC, Francis Ngannou y el ganador del campeonato de PFL del peso pesado de 2023, Renan Ferreira.

## Secuelas
En el 2 de diciembre, surgió la noticia de que Mohsen había presentado una muestra de prueba de drogas en la noche de la pelea que resultó positiva; posteriormente, su victoria fue cambiada a una descalificación y se le prohibió competir durante un año y, también, se le impuso una multa por una cantidad no revelada.